# Kościół św. Józefa Robotnika w Bytomiu (Dąbrowa Miejska)
Kościół św. Józefa Robotnika – rzymskokatolicki kościół parafialny, który znajdował się w Bytomiu-Dąbrowie Miejskiej (dzielnica Stroszek-Dąbrowa Miejska), wzniesiony w latach 1927–1928, zburzony w 2016 roku.

## Historia

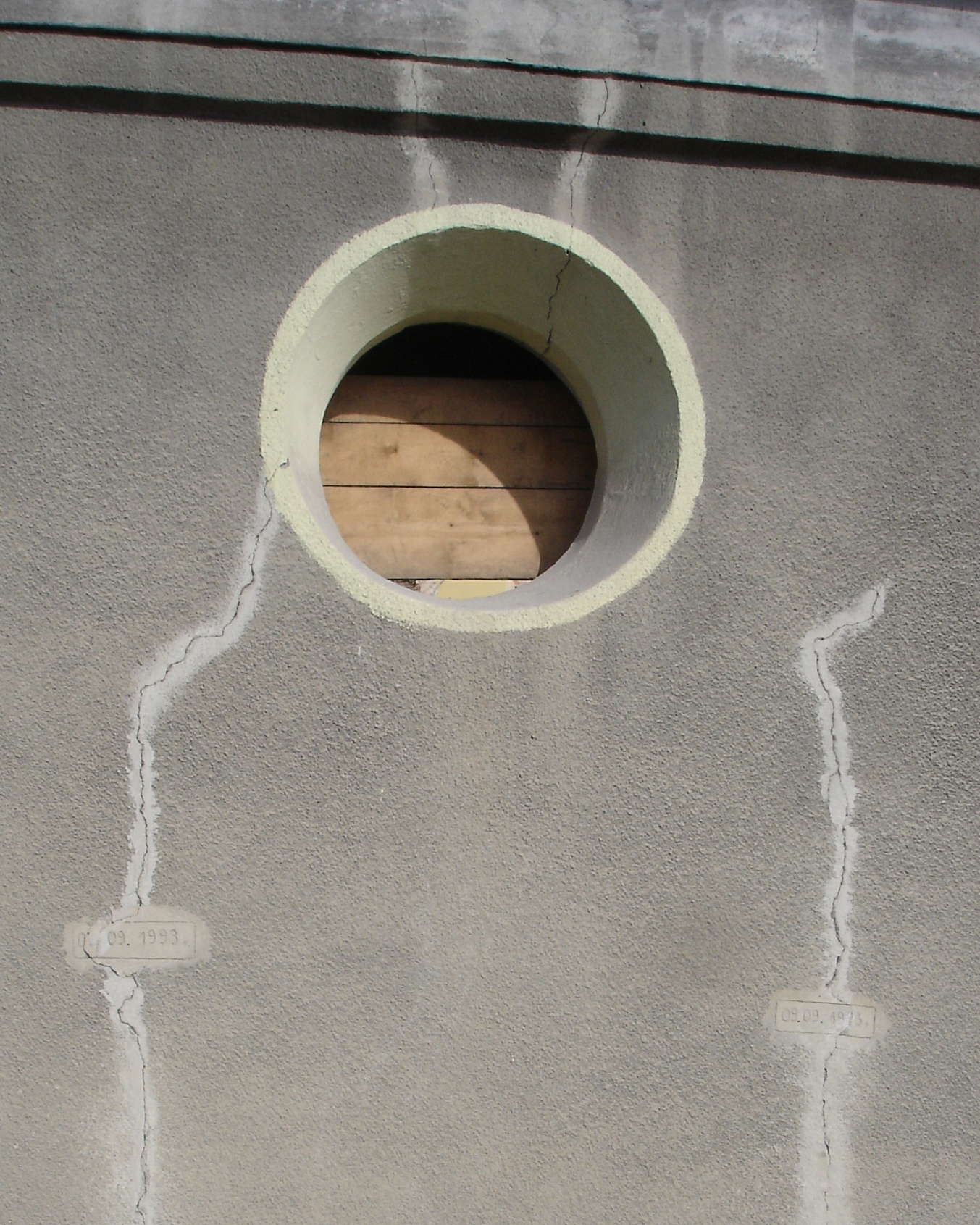
Spękania ściany kościoła z zaznaczonymi datami, pierwszy dzień rozbiórki

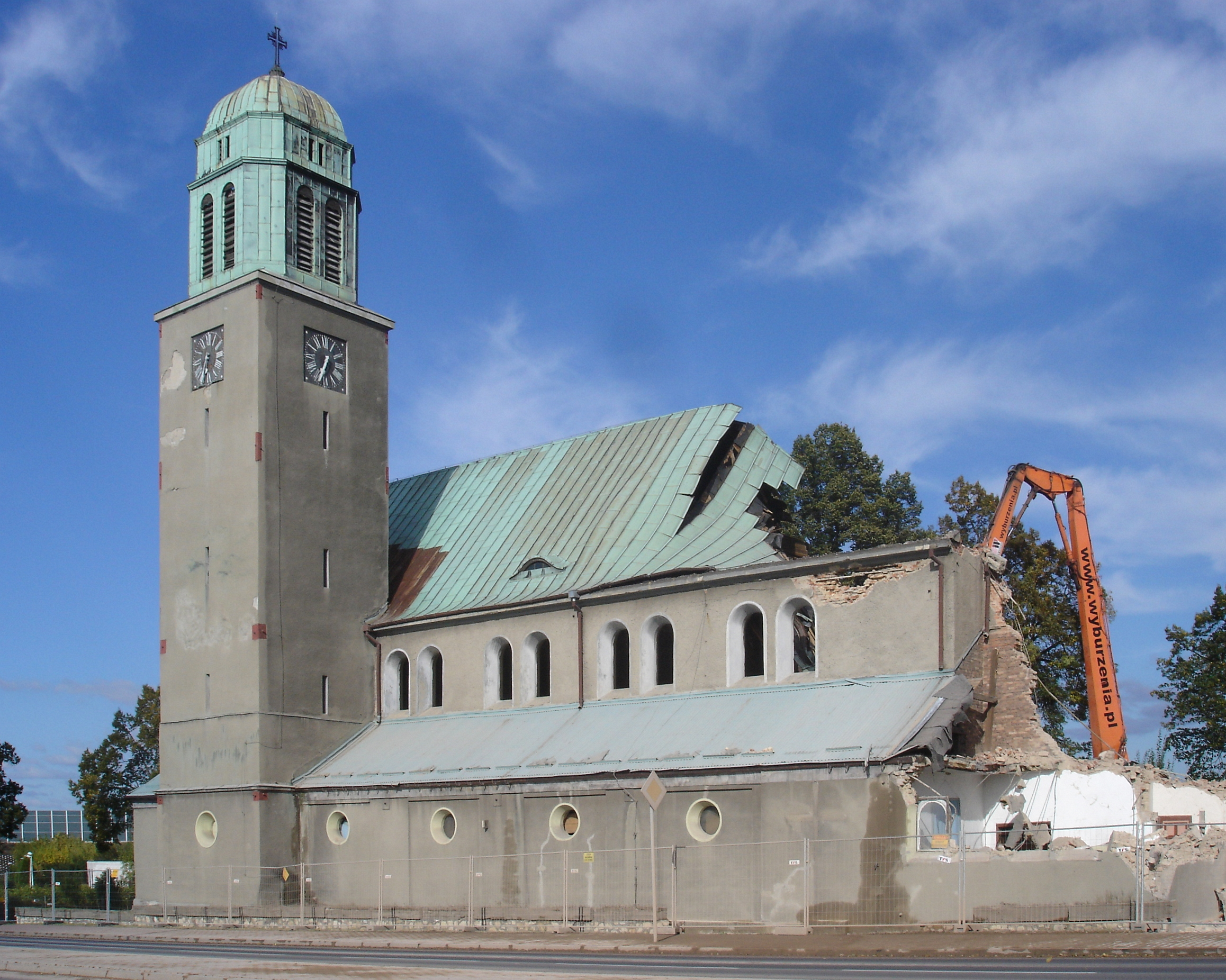
Świątynia w pierwszym dniu wyburzania

Inicjatorem budowy świątyni na potrzeby przyszłej parafii św. Józefa w Bytomiu był proboszcz bytomskiej parafii Świętej Trójcy, ks. prałat Augustyn Schwierk (Świerk).
Kościół zaprojektował architekt Theodor Ehl, autor m.in. projektu kościoła Bożego Ciała w Bytomiu-Miechowicach.
Działka pod budowę świątyni została ofiarowana przez hrabiego Henckel von Donnersmarcka. Kamień węgielny poświęcono i położono 16 października 1927 roku. Budowa kościoła przy ówczesnej Tarnowitzer Chausee trwała kilkanaście miesięcy i rozpoczęła się w 1927 roku. Prace betoniarskie prowadziła firma Kaller i Stachnik, majstrem murarskim był Neumann, a majstrem ciesielskim Ulter z Bytomia. Autorzy wyposażenia są nieznani. Budowę ukończono w 14 października 1928 roku. Świątynia została konsekrowana 21 października 1928 roku przez kardynała Adolfa Bertrama z Wrocławia, jednocześnie erygowano nową parafię. Ołtarz główny został poświęcony 23 stycznia 1929 roku, a w grudniu 1929 roku poświęcono ołtarz świętej Barbary.
Budynek ucierpiał na skutek szkód górniczych, które wynikały z prowadzenia podziemnego wydobycia węgla kamiennego na terenie parafii przez Kopalnię Węgla Kamiennego Powstańców Śląskich, dlatego w latach 1950–1969 przeprowadzono jego remont kapitalny oraz wzmocniono konstrukcję, mury zostały spojone metalowymi kotwami. W 1960 zostały zakupione nowe dzwony, powieszono trzy dzwony na miejsce pierwotnych czterech, które zarekwirowała armia niemiecka podczas II wojny światowej.

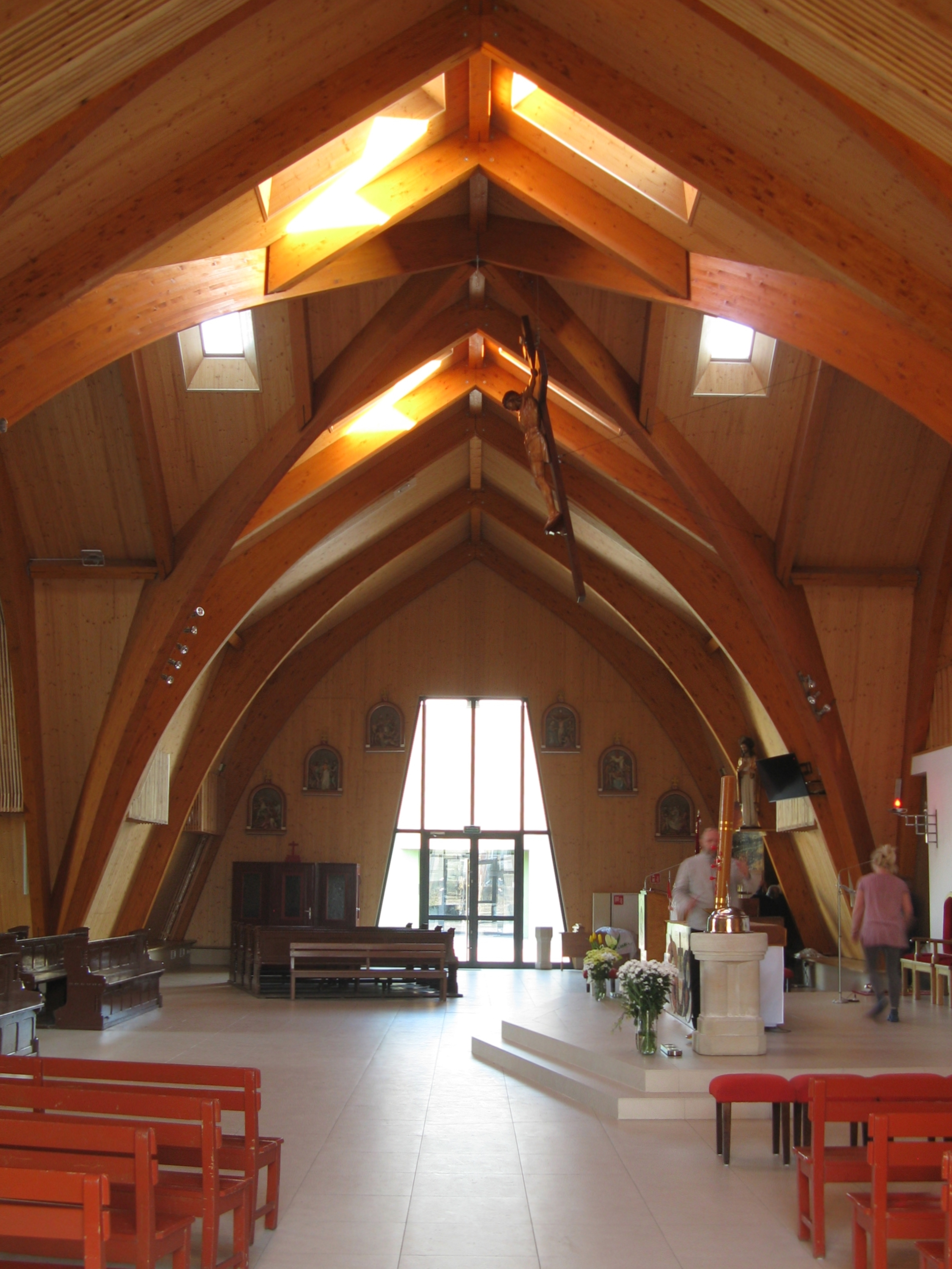
Wnętrze nowego kościoła w 2018 roku, widoczne przeniesione elementy wyposażenia ze starej świątyni: stacje drogi krzyżowej, krucyfiks

Na murach kościoła kolejne pęknięcia były zaznaczane inskrypcjami z datami ich powstania. W wyniku szkód górniczych na terenie Dąbrowy Miejskiej dochodziło do wyburzeń budynków mieszkalnych, a co za tym idzie, parafianie zostali częściowo przesiedleni na bytomskie osiedle Stroszek; świątynia pod koniec swego istnienia stała zatem wokół silnie przerzedzonej zabudowy.
Decyzja o wyburzeniu kościoła i wybudowaniu nowej świątyni dwa kilometry na północ od starej wynikała więc z kilku czynników: złego stanu technicznego budynku zagrażającemu bezpieczeństwu wiernych, położeniu przy ruchliwej szosie, która dodatkowo niekorzystnie wpływała na jego kondycję oraz znacznego zmniejszenia się liczby wiernych w okolicy świątyni. Wojewódzki Konserwator Zabytków, jak i Wydział Architektury Urzędu Miejskiego w Bytomiu wydały zgodę na przeprowadzenie rozbiórki budynku; obiekt nie był wpisany do rejestru zabytków.
Ostatnia msza święta w świątyni została odprawiona 19 marca 2016 roku, biskup Jan Kopiec 15 marca tegoż roku wydał dekret o ekssekracji kościoła, była to pierwsza taka decyzja w diecezji gliwickiej. Obiekt rozpoczęto wyburzać 4 października 2016 roku, likwidację prowadzono etapami za pomocą ciężkiego sprzętu; prace rozbiórkowe zakończono przed 11 grudnia tegoż roku.
Część wyposażenia świątyni, tj. organy, stacje drogi krzyżowej, krzyż z figurą Chrystusa Ukrzyżowanego, figurę św. Józefa, tabernakulum, ołtarze boczne, chrzcielnica zostały przeniesione do nowego kościoła i umieszczone w jego przestrzeni. Witraże również miały być przeniesione, zostały jednak zniszczone przez złodziei. Z wyposażenia starego kościoła zachowano również szaty liturgiczne.

## Architektura

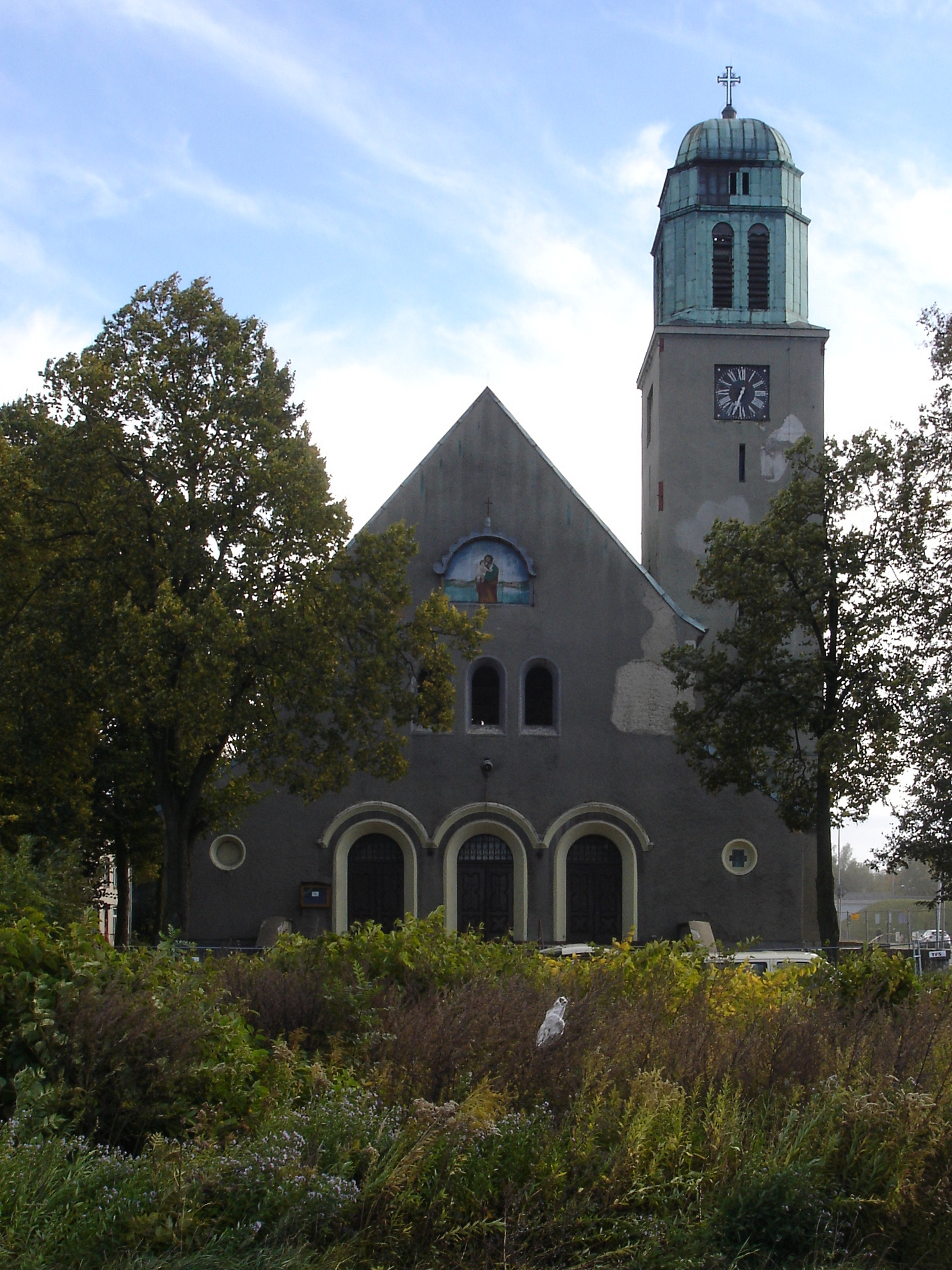
Fasada kościoła w dniu rozpoczęcia rozbiórki

Konstrukcja budynku była oparta o żelbetowy szkielet, który wymurowano cegłą i otynkowano. Wnętrza nakryto żelbetowymi płaskimi stropami, wzbogacone o dekoracyjne żebra, które nie odgrywały roli konstrukcyjnej. Była to świątynia wolnostojąca, trójnawowa, z jedną wieżą w północno-zachodnim narożniku; nie orientowana. Wejście do kościoła znajdowało się w elewacji północnej. Wewnątrz znajdowała się jedna empora z organami, w nawie bocznej znajdowała się kaplica, początkowo wykorzystywana jako baptysterium, następnie przekształcona w kaplicę Matce Bożej Częstochowskiej. Ponadto w kościele znajdował się ołtarz świętej Barbary autorstwa Waltera Tuckermanna.
Świątynia stylistycznie reprezentowała eklektyzm, który był połączeniem funkcjonalizmu z neobarokiem.
Znajdujące się obok kościoła budynek plebanii oraz dom katechetyczny również zostały przeznaczone do wyburzenia.

### Wyposażenie

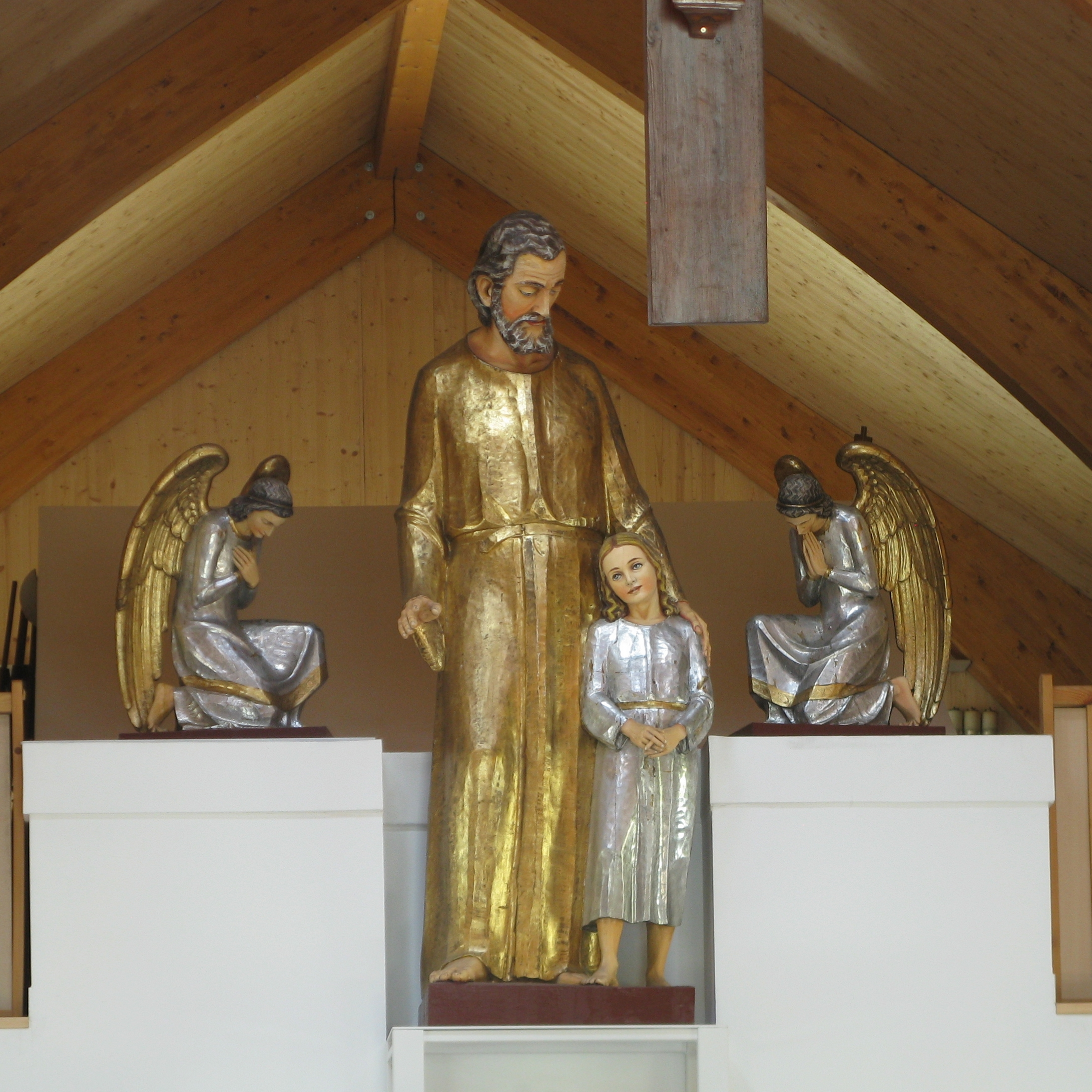
Figura św. Józefa i Jezusa autorstwa Franza Schinka w nowym kościele (2018)

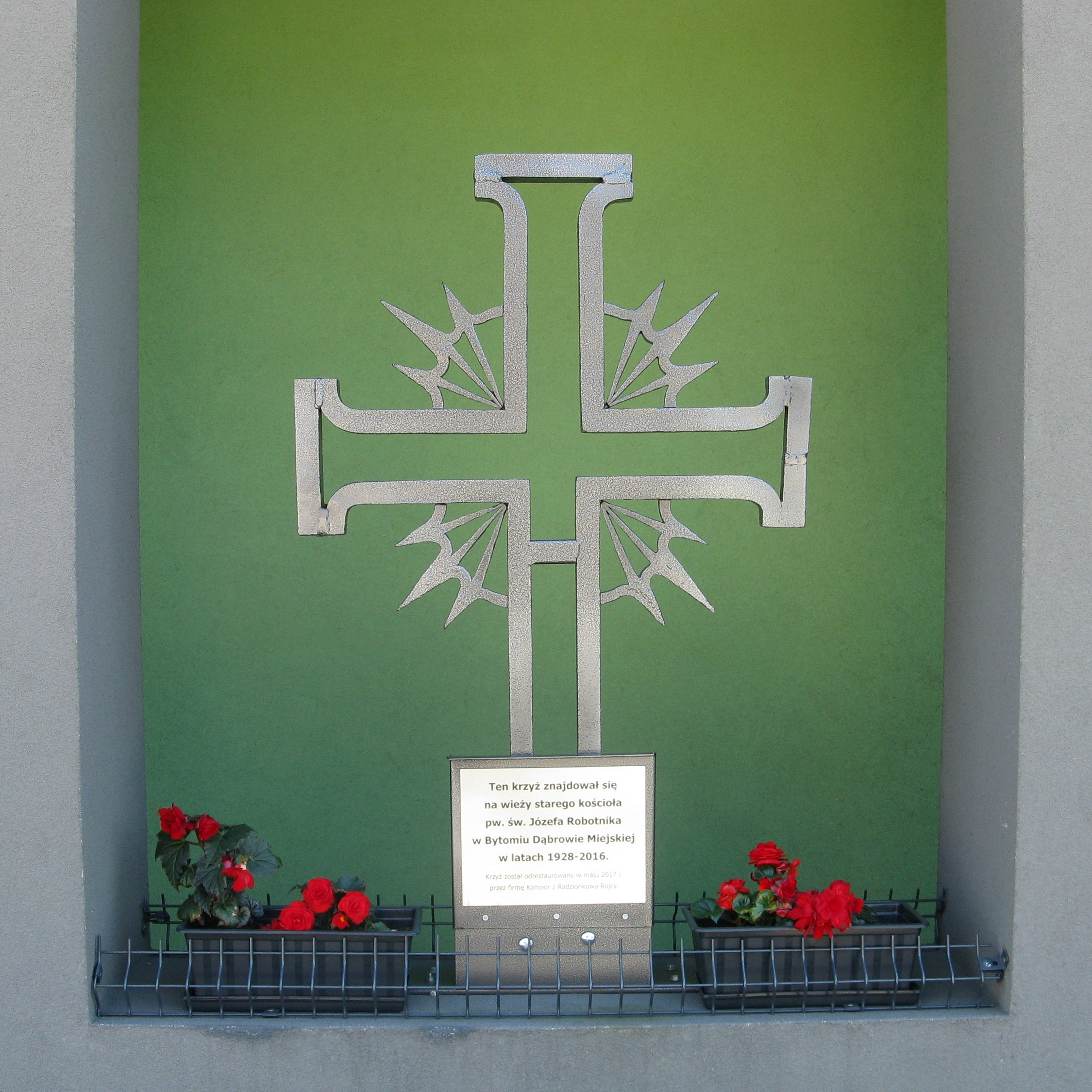
Odnowiony krzyż ze starego kościoła umieszczony w ścianie nowej plebanii parafii św. Józefa (2018)

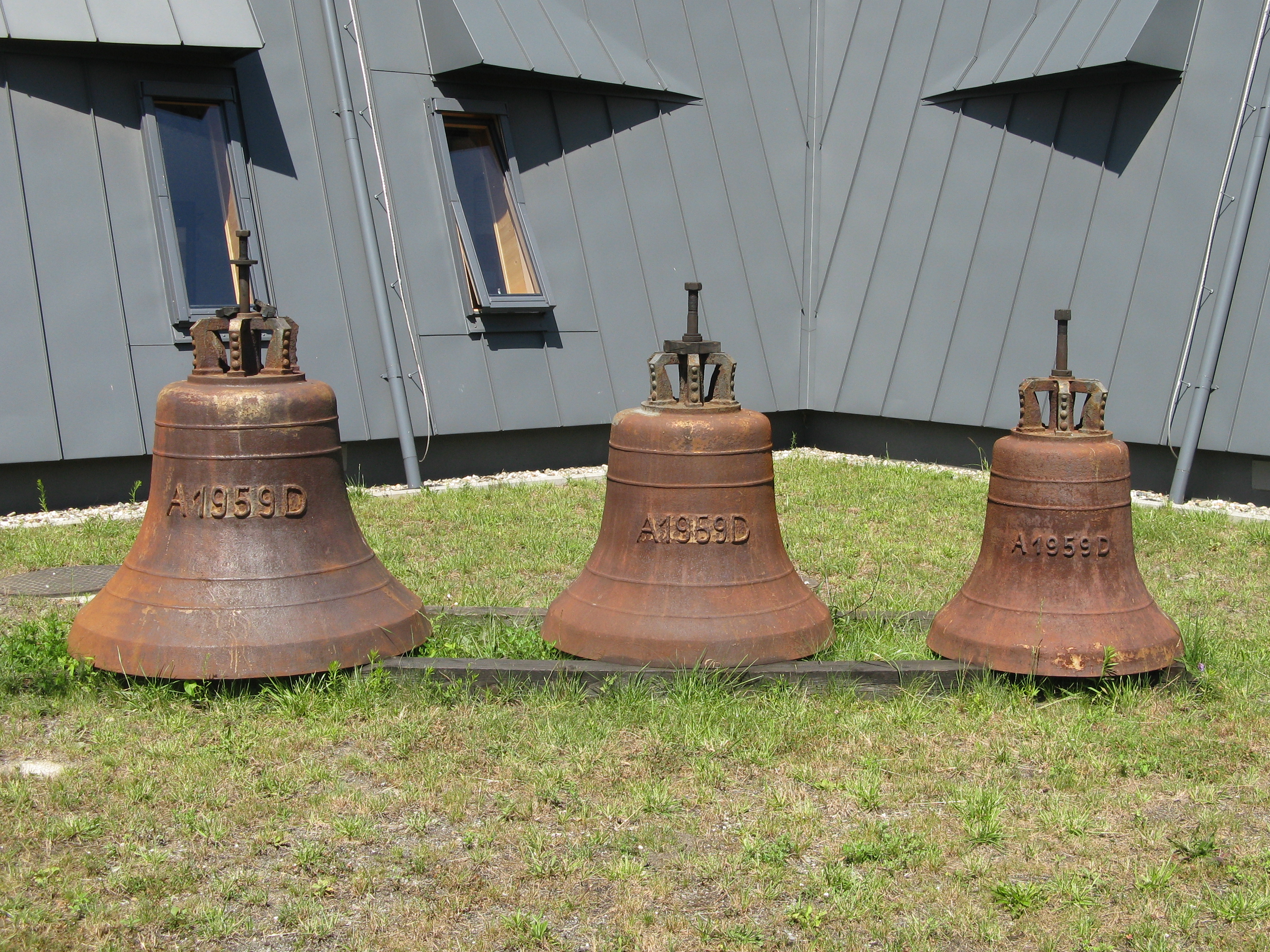
Dzwony ze starego kościoła ustawione przed nową świątynią (2018)

Wnętrze świątyni było dość skromne i nieprzeładowane elementami dekoracyjnymi; w kościele były umieszczone stacje drogi krzyżowej, chrzcielnica oraz krzyż. W ołtarzu głównym znajdowała się duża figura przedstawiająca św. Józefa z Dzieciątkiem Jezus i dwoma aniołami autorstwa F. Schinka. W dwóch ołtarzach bocznych pw. Najświętszej Maryi Panny oraz Serca Jezusowego były umieszczone polichromowane figury. Na emporze były umieszczone organy firmy Carla Berschdorfa, wykonane w 1928 roku, 26-głosowe, z dwoma manuałami i pedałem, z pneumatycznymi trakturami gry i rejestrów.